# Liste der Einträge im National Register of Historic Places im Jackson County (Missouri)/M–Z

Lage des Jackson County in Missouri

Die Liste der Einträge im National Register of Historic Places im Jackson County in Missouri führt die Bauwerke und historischen Stätten im Jackson County auf, die in das National Register of Historic Places aufgenommen wurden.
Die Liste besteht aus zwei Teilen:
- Liste der Einträge im National Register of Historic Places im Jackson County (Missouri)/A–L
- Liste der Einträge im National Register of Historic Places im Jackson County (Missouri)/M–Z

## Legende
| NRHP | Historic Place                      |
| HD   | Historic District                   |
| NHL  | National Historic Landmark          |
| NHLD | National Historic Landmark District |

## Aktuelle Einträge
| [ 3 ] | Name                                                                             | Bild                                                                      | Eintragsdatum                | Lage | Ort           | Beschreibung |
| ----- | -------------------------------------------------------------------------------- | ------------------------------------------------------------------------- | ---------------------------- | --- | ------------- | --- |
| 158   | Maine Apartments                                                                 | Maine Apartments                                                          | 2002 ID-Nr. 02001198         | 1300 Paseo Boulevard 39° 5′ 59″ N, 94° 33′ 53″ W | Kansas City   | Teil der MPS Apartment Buildings on the North End of the Paseo Boulevard in Kansas City |
| 159   | Mainstreet Theatre                                                               | Mainstreet Theatre                                                        | 2007 ID-Nr. 07000043         | 1400 Main Street 39° 5′ 56″ N, 94° 35′ 1″ W | Kansas City   | |
| 160   | Majestic Apartments                                                              | Majestic Apartments                                                       | 2003 ID-Nr. 03001052         | 701-707 Benton Boulevard 39° 6′ 21″ N, 94° 32′ 38″ W | Kansas City   | |
| 161   | Alexander Majors House                                                           | Alexander Majors House                                                    | 1970 ID-Nr. 70000335         | 8145 State Line Road 38° 58′ 45″ N, 94° 36′ 28″ W | Kansas City   | |
| 162   | Maples Apartments                                                                | Maples Apartments                                                         | 2002 ID-Nr. 02001196         | 1401 East 10th Street 39° 6′ 11″ N, 94° 33′ 52″ W | Kansas City   | Teil der MPS Apartment Buildings on the North End of the Paseo Boulevard in Kansas City |
| 163   | Marks and Garvey Historic District                                               | Marks and Garvey Historic District                                        | 2006 ID-Nr. 06000542         | 2429, 2433 und 2437 Tracy Avenue 39° 5′ 3″ N, 94° 34′ 5″ W | Kansas City   | |
| 164   | Maryland Apartments                                                              | Maryland Apartments                                                       | 2002 ID-Nr. 02001204         | 930 Paseo Boulevard 39° 6′ 14″ N, 94° 33′ 51″ W | Kansas City   | Teil der MPS Apartment Buildings on the North End of the Paseo Boulevard in Kansas City |
| 165   | McConahay Building                                                               | McConahay Building                                                        | 1978 ID-Nr. 78001655         | 1121-1131 East 31st Street 39° 4′ 13″ N, 94° 34′ 12″ W | Kansas City   | |
| 166   | Levi McIntire House                                                              | Levi McIntire House                                                       | 1983 ID-Nr. 83001011         | 710 East Armour Boulevard 39° 3′ 50″ N, 94° 34′ 32″ W | Kansas City   | Teil der MPS Armour Boulevard |
| 167   | McMahon Apartments                                                               | McMahon Apartments                                                        | 2002 ID-Nr. 02001195         | 1106 Paso Boulevard 39° 6′ 7″ N, 94° 33′ 52″ W | Kansas City   | Teil der MPS Apartment Buildings on the North End of the Paseo Boulevard in Kansas City |
| 168   | Mercantile Bank & Trust Building                                                 | Mercantile Bank & Trust Building                                          | 2009 ID-Nr. 09000830         | 1101 Walnut Street 39° 6′ 4″ N, 94° 34′ 55,3″ W | Kansas City   | |
| 169   | August Meyer House                                                               | August Meyer House                                                        | 1982 ID-Nr. 82003146         | 4415 Warwick Boulevard 39° 2′ 49″ N, 94° 34′ 57″ W | Kansas City   | |
| 170   | Midwest Hotel                                                                    | Midwest Hotel                                                             | 2004 ID-Nr. 04000394         | 1925 Main Street 39° 5′ 29″ N, 94° 35′ 0″ W | Kansas City   | |
| 171   | Milo Apartments                                                                  | Milo Apartments                                                           | 2011 ID-Nr. 11000763         | 1014-1020 West 44th Street 39° 2′ 54″ N, 94° 35′ 57″ W | Kansas City   | Teil der MPS Working-Class and Middle-Income Apartment Buildings in Kansas City |
| 172   | Mineral Hall                                                                     | Mineral Hall                                                              | 1976 ID-Nr. 76001112         | 4340 Oak Street 39° 2′ 51″ N, 94° 34′ 55″ W | Kansas City   | |
| 173   | Charles Minor House                                                              |                                                                           | 1984 ID-Nr. 84002573         | 314 North Spring Street 39° 5′ 40″ N, 94° 25′ 11″ W | Independence  | |
| 174   | Missouri Apartments                                                              | Missouri Apartments                                                       | 2002 ID-Nr. 02001197         | 1304 Paseo Boulevard 39° 5′ 59″ N, 94° 33′ 54″ W | Kansas City   | Teil der MPS Apartment Buildings on the North End of the Paseo Boulevard in Kansas City |
| 175   | Missouri Pacific Depot                                                           | Missouri Pacific Depot                                                    | 1979 ID-Nr. 79001365         | 600 South Grand 39° 5′ 12″ N, 94° 25′ 45″ W | Independence  | |
| 176   | Monroe Hotel                                                                     | Monroe Hotel                                                              | 6. Mai 2004 ID-Nr. 04000395  | 1904-06 Main St. 39° 5′ 30″ N, 94° 35′ 2″ W | Kansas City   | |
| 177   | Montgomery Ward and Company General Merchandise Warehouse                        | Montgomery Ward and Company General Merchandise Warehouse                 | 2010 ID-Nr. 10000461         | 819 East 19th Street 39° 5′ 25″ N, 94° 34′ 27″ W | Kansas City   | Teil der MPS Railroad Related Historic Commercial and Industrial Resources in Kansas City |
| 178   | Morningside Acres Historic Ranch House District                                  |                                                                           | 2012 ID-Nr. 11001083         | Block 600 der Independence Avenue zwischen Southeast 3rd Terrace und Southeast 5th Street 38° 54′ 43,8″ N, 94° 21′ 55,6″ W | Lee's Summit  | Teil der Lee's Summit MPS |
| 179   | Mutual Ice Company Building                                                      | Mutual Ice Company Building                                               | 2004 ID-Nr. 04000783         | 4142-4144 Pennsylvania Avenue 39° 3′ 11″ N, 94° 35′ 26″ W | Kansas City   | |
| 180   | Mutual Musicians' Foundation Building                                            | Mutual Musicians' Foundation Building                                     | 1979 ID-Nr. 79001372         | 1823 Highland Avenue 39° 5′ 25″ N, 94° 33′ 43″ W | Kansas City   | |
| 181   | George J. Myers House                                                            | George J. Myers House                                                     | 1983 ID-Nr. 83001012         | 633 East Armour Boulevard 39° 3′ 47″ N, 94° 34′ 36″ W | Kansas City   | Teil der MPS Armour Boulevard |
| 182   | National Bank of Commerce Building                                               | National Bank of Commerce Building                                        | 1999 ID-Nr. 99000530         | 922-924 Walnut Street 39° 6′ 15″ N, 94° 34′ 55″ W | Kansas City   | |
| 183   | National Garage                                                                  |                                                                           | 2000 ID-Nr. 00000436         | 1100-1110 McGee Street 39° 6′ 12″ N, 94° 34′ 47″ W | Kansas City   | |
| 184   | George H. Nettleton Home                                                         | George H. Nettleton Home                                                  | 1999 ID-Nr. 99001253         | 5125 Swope Parkway 39° 2′ 5″ N, 94° 32′ 23″ W | Kansas City   | |
| 185   | New England Apartments                                                           | New England Apartments                                                    | 2002 ID-Nr. 02001200         | 1116 Paseo Boulevard 39° 6′ 1″ N, 94° 33′ 50,4″ W | Kansas City   | Teil der MPS Apartment Buildings on the North End of the Paseo Boulevard in Kansas City |
| 186   | New Santa Fe "Three Trails" Trail Swales                                         | New Santa Fe "Three Trails" Trail Swales                                  | 2012 ID-Nr. 12000526         | West Santa Fe Trail, 1/2 Block westlich der Kreuzung mit der Madison Avenue 38° 54′ 23,6″ N, 94° 36′ 23″ W | Kansas City   | Teil der MPS Santa Fe Trail |
| 187   | New York Life Building                                                           | New York Life Building                                                    | 1970 ID-Nr. 70000336         | 20 West 9th Street 39° 6′ 13″ N, 94° 35′ 2″ W | Kansas City   | |
| 188   | Newbern Hotel                                                                    | Newbern Hotel                                                             | 1980 ID-Nr. 80002367         | 525 East Armour Boulevard 39° 3′ 48″ N, 94° 34′ 43″ W | Kansas City   | |
| 189   | D.W. Newcomer's Sons Funeral Home                                                | D.W. Newcomer's Sons Funeral Home                                         | 1983 ID-Nr. 83001013         | 1331 Brush Creek 39° 2′ 34″ N, 94° 34′ 7″ W | Kansas City   | |
| 190   | George E. Nicholson House                                                        | George E. Nicholson House                                                 | 2005 ID-Nr. 05001325         | 1028 West 58th Street 39° 1′ 28″ N, 94° 36′ 6″ W | Kansas City   | |
| 191   | Smallwood V. Noland House                                                        |                                                                           | 1994 ID-Nr. 94000319         | 1024 South Forest Street 39° 4′ 54″ N, 94° 26′ 13″ W | Independence  | Teil der MPS Santa Fe Trail |
| 192   | Northeast Douglas Street Residential Historic District                           |                                                                           | 2008 ID-Nr. 08000803         | Northeast Douglas Street zwischen Elm Street und Maggie Street 38° 55′ 12,3″ N, 94° 22′ 48,2″ W | Lee's Summit  | |
| 193   | Northeast Forest Avenue and Northeast Green Street Residential Historic District |                                                                           | 2008 ID-Nr. 08000804         | 108, 110 und 114 Northeast Forest Avenue sowie 310 und 312 Northeast Green Street 38° 55′ 11,9″ N, 94° 22′ 39,6″ W | Lee's Summit  | Teil der Lee's Summit MPS |
| 194   | Old New England Building                                                         | Old New England Building                                                  | 1973 ID-Nr. 73001040         | 112 West 9th Street 39° 6′ 13″ N, 94° 35′ 6″ W | Kansas City   | |
| 195   | Old Town Historic District                                                       |                                                                           | 1978 ID-Nr. 78001656         | Abgegrenzt durch Independence Avenue, 2nd Street, Delaware Street und Walnut Street 39° 6′ 32″ N, 94° 34′ 59″ W | Kansas City   | Erste Erweiterung 2005 (Ref.-Nr. 05000632), zweite Erweiterung 2005 (Ref.-Nr. 05001119), dritte Erweiterung 2006 (Ref.-Nr. 06000039), vierte Erweiterung 2012 (Ref.-Nr. 11001019)                   |
| 196   | Robert Ostertag House                                                            |                                                                           | 1983 ID-Nr. 83001014         | 5030 Summit Street 39° 2′ 10″ N, 94° 35′ 48″ W | Kansas City   | Teil der MPS Residential Structures by Mary Rockwell Hook |
| 197   | Overfelt-Campbell-Johnston House                                                 |                                                                           | 1975 ID-Nr. 75001066         | 305 South Pleasant Street 39° 5′ 23″ N, 94° 25′ 15″ W | Independence  | |
| 198   | Owens-McCoy House                                                                |                                                                           | 1994 ID-Nr. 94000321         | 410 West Farmer Avenue 39° 5′ 46″ N, 94° 25′ 12″ W | Independence  | Teil der MPS Santa Fe Trail |
| 199   | Palace Clothing Company Building                                                 | Palace Clothing Company Building                                          | 1985 ID-Nr. 85000102         | 1126-1128 Grand Avenue 39° 6′ 0″ N, 94° 34′ 51″ W | Kansas City   | |
| 200   | Parade Park Maintenance Building                                                 | Parade Park Maintenance Building                                          | 2008 ID-Nr. 08000719         | 1722 Woodland Avenue 39° 5′ 31,1″ N, 94° 33′ 39,5″ W | Kansas City   | |
| 201   | Paris and Weaver Apartment Buildings                                             | Paris and Weaver Apartment Buildings                                      | 2006 ID-Nr. 06000545         | 3944-46 und 3948-50 Walnut Street 39° 3′ 24″ N, 94° 35′ 7″ W | Kansas City   | Teil der MPS Colonnade Apartment Buildings of Kansas City |
| 202   | Park Lane Apartments                                                             | Park Lane Apartments                                                      | 2004 ID-Nr. 04000387         | 4600-4606 J.C. Nichols Parkway 39° 2′ 43″ N, 94° 35′ 19″ W | Kansas City   | |
| 203   | Park Manor Historic District                                                     |                                                                           | 2006 ID-Nr. 05001610         | 910 Ward Parkway, 920 Ward Parkway und 4826 Roanoke Parkway 39° 2′ 29″ N, 94° 35′ 54″ W | Kansas City   | |
| 204   | The Parkview                                                                     | The Parkview                                                              | 2002 ID-Nr. 02001205         | 1000 Paseo Boulevard 39° 6′ 14″ N, 94° 33′ 52″ W | Kansas City   | Teil der MPS Apartment Buildings on the North End of the Paseo Boulevard in Kansas City |
| 205   | Paseo YMCA                                                                       | Paseo YMCA                                                                | 1991 ID-Nr. 91001151         | 1824 The Paseo 39° 5′ 26,9″ N, 94° 33′ 52,2″ W | Kansas City   | Teil der MPS 18th and Vine Area of Kansas City |
| 206   | George B. Peck Dry Goods Company Building                                        | George B. Peck Dry Goods Company Building                                 | 1980 ID-Nr. 80002368         | 1044 Main Street 39° 6′ 4″ N, 94° 35′ 1″ W | Kansas City   | |
| 207   | Thomas J. Pendergast Headquarters                                                | Thomas J. Pendergast Headquarters                                         | 2011 ID-Nr. 11000764         | 1908 Main Street 39° 5′ 24″ N, 94° 35′ 2″ W | Kansas City   | |
| 208   | Pennbroke Apartments                                                             | Pennbroke Apartments                                                      | 2009 ID-Nr. 09000206         | 604 West 10th Street 39° 6′ 9″ N, 94° 35′ 28″ W | Kansas City   | Teil der MPS Working-Class and Middle-Income Apartment Buildings in Kansas City |
| 209   | Joseph Grear Peppard House                                                       | Joseph Grear Peppard House                                                | 1985 ID-Nr. 85000649         | 1704 Jefferson Street 39° 5′ 34″ N, 94° 35′ 33″ W | Kansas City   | |
| 210   | Nelle E. Peters Troost Avenue Historic District                                  | Nelle E. Peters Troost Avenue Historic District                           | 2009 ID-Nr. 09000552         | 2719-37 sowie 2730 Troost Avenue 39° 4′ 36,9″ N, 94° 34′ 16,5″ W | Kansas City   | Teil der MPS Working-Class and Middle-Income Apartment Buildings in Kansas City |
| 211   | Pickwick Hotel, Office Building, Parking Garage and Bus Terminal                 | Pickwick Hotel, Office Building, Parking Garage and Bus Terminal          | 2005 ID-Nr. 05000220         | 901-937 McGee Street, 301-311 East 9th Street, 300-310 East 10th Street und 906-912 Oak Street 39° 6′ 17″ N, 94° 34′ 57″ W | Kansas City   | |
| 212   | Pilgrim Lutheran Church for the Deaf of Greater Kansas City and Parsonage        | Pilgrim Lutheran Church for the Deaf of Greater Kansas City and Parsonage | 2001 ID-Nr. 00000334         | 3801-3807 Gilham Road 39° 3′ 36″ N, 94° 35′ 33″ W | Kansas City   | |
| 213   | Pink House                                                                       |                                                                           | 1983 ID-Nr. 83001015         | 5012 Summit St. 39° 2′ 12″ N, 94° 35′ 47″ W | Kansas City   | Teil der MPS Residential Structures by Mary Rockwell Hook |
| 214   | President Gardens Apartments Historic District                                   | President Gardens Apartments Historic District                            | 1998 ID-Nr. 98001503         | President Avenue, 83rd Street und 82nd Terrace Street zwischen Lydia Avenue und Troost Avenue 38° 58′ 40″ N, 94° 34′ 25″ W | Kansas City   | |
| 215   | President Hotel                                                                  | President Hotel                                                           | 1983 ID-Nr. 83001016         | 1327-1335 Baltimore Ave. 39° 5′ 52″ N, 94° 35′ 3″ W | Kansas City   | Teil der MPS Hotels in Downtown Kansas City |
| 216   | Professional Building                                                            | Professional Building                                                     | 1979 ID-Nr. 79001373         | 1101-1107 Grand Avenue 39° 6′ 3″ N, 94° 34′ 49″ W | Kansas City   | |
| 217   | Quality Hill                                                                     | Quality Hill                                                              | 1978 ID-Nr. 78001657         | Abgegrenzt durch Broadway, 10th Street, 14th Street und Jefferson Street 39° 6′ 0″ N, 94° 35′ 26″ W | Kansas City   | |
| 218   | William D. Repp House                                                            | William D. Repp House                                                     | 1983 ID-Nr. 83001017         | 3500 Charlotte Street 39° 3′ 42″ N, 94° 34′ 31″ W | Kansas City   | Teil der MPS Armour Boulevard |
| 219   | Rice-Tremonti House                                                              |                                                                           | 1979 ID-Nr. 79001376         | 8801 East 66th Street 39° 0′ 14″ N, 94° 28′ 54″ W | Raytown       | |
| 220   | Richards and Conover Hardware Company Building                                   | Richards and Conover Hardware Company Building                            | 1999 ID-Nr. 98001636         | 200 West 5th Street 39° 6′ 36″ N, 94° 35′ 8″ W | Kansas City   | |
| 221   | Rieger Hotel                                                                     | Rieger Hotel                                                              | 2004 ID-Nr. 04000396         | 1922 Main Street 39° 5′ 29″ N, 94° 35′ 3″ W | Kansas City   | |
| 222   | Rockhill Neighborhood                                                            |                                                                           | 1975 ID-Nr. 75001068         | 47th Street zwischen Locust Street (S. Pierce Street) und Harrison Street (nördlich des Brush Creek Boulevard) 39° 2′ 31″ N, 94° 34′ 36″ W | Kansas City   | |
| 223   | Bertrand Rockwell House                                                          |                                                                           | 1983 ID-Nr. 83001018         | 1004 West 52nd Street 39° 2′ 1″ N, 94° 35′ 58″ W | Kansas City   | Teil der MPS Residential Structures by Mary Rockwell Hook |
| 224   | Row House Buildings                                                              | Row House Buildings                                                       | 1978 ID-Nr. 78001658         | 1–7 East 34th Street und 3401 Main Street 39° 3′ 56″ N, 94° 35′ 6″ W | Kansas City   | Erweitert 1985 (Ref.-Nr. 85000103) |
| 225   | Sacred Heart Church, School and Rectory                                          | Sacred Heart Church, School and Rectory                                   | 1978 ID-Nr. 78001659         | 2540-2544 Madison Avenue und 910 West 26th Street 39° 4′ 50″ N, 94° 35′ 44″ W | Kansas City   | |
| 226   | Safeway Stores and Office and Warehouse Building                                 | Safeway Stores and Office and Warehouse Building                          | 2000 ID-Nr. 00000435         | 2029-2043 Wyandotte Street 39° 5′ 28″ N, 94° 35′ 6″ W | Kansas City   | |
| 227   | St. Mary's Episcopal Church                                                      | St. Mary's Episcopal Church                                               | 1978 ID-Nr. 78001663         | 1307 Holmes Street 39° 5′ 53″ N, 94° 34′ 28″ W | Kansas City   | |
| 228   | Saint Paul's Episcopal Church                                                    | Saint Paul's Episcopal Church                                             | 1985 ID-Nr. 85002720         | 5th Street Ecke South Green Street 38° 54′ 39″ N, 94° 22′ 21″ W | Lee's Summit  | |
| 229   | St. Teresa's Academy Music and Arts Building                                     | St. Teresa's Academy Music and Arts Building                              | 2000 ID-Nr. 00001375         | 5600 Main Street 39° 1′ 40″ N, 94° 35′ 23″ W | Kansas City   | |
| 230   | Santa Fe Place Historic District                                                 |                                                                           | 1986 ID-Nr. 86001204         | Abgegrenzt durch 27th Street, Indiana Avenue, 13th Street und Prospect Avenue 39° 4′ 31″ N, 94° 33′ 6″ W | Kansas City   | |
| 231   | Santa Fe Trail-Minor Park, Kansas City, Trail Segments                           | Santa Fe Trail-Minor Park, Kansas City, Trail Segments                    | 1994 ID-Nr. 94000617         | Red Bridge Road östlich der Kreuzung mit der Holmes Road 38° 55′ 26″ N, 94° 34′ 30″ W | Kansas City   | Teil der MPS Santa Fe Trail |
| 232   | Santa Fe Trail-Santa Fe Trail Park, Independence Trail Segments                  |                                                                           | 1994 ID-Nr. 94000322         | Santa Fe Road 39° 3′ 56″ N, 94° 25′ 35″ W | Independence  | |
| 233   | Savoy Hotel and Grill                                                            |                                                                           | 1974 ID-Nr. 74001073         | 219 West 9th Street und Central Street 39° 6′ 13″ N, 94° 35′ 12″ W | Kansas City   | |
| 234   | Scarritt Building and Arcade                                                     | Scarritt Building and Arcade                                              | 1971 ID-Nr. 71000468         | 19th Street, Grand Street und 819 Walnut Street 39° 6′ 13″ N, 94° 34′ 47″ W | Kansas City   | |
| 235   | Edward Lucky Scarritt House                                                      | Edward Lucky Scarritt House                                               | 1977 ID-Nr. 77000809         | 3500 Gladstone Boulevard 39° 6′ 56″ N, 94° 32′ 23″ W | Kansas City   | |
| 236   | Rev. Nathan Scarritt House                                                       |                                                                           | 1978 ID-Nr. 78001660         | 4038 Central Street 39° 3′ 8″ N, 94° 35′ 18″ W | Kansas City   | |
| 237   | William Chick Scarritt House                                                     | William Chick Scarritt House                                              | 1978 ID-Nr. 78001661         | 3240 Norledge Avenue 39° 7′ 1″ N, 94° 32′ 32″ W | Kansas City   | |
| 238   | Scarritt Point North Historic District                                           |                                                                           | 1997 ID-Nr. 97001484         | Gladstone Boulevard, Windor Avenue, Bales Avenue, Indiana Avenue und Norledge Avenue 39° 6′ 54″ N, 94° 32′ 30″ W | Kansas City   | |
| 239   | Scarritt Point South Historic District                                           |                                                                           | 1997 ID-Nr. 97001483         | Gladstone Boulevard, Benton Boulevard und Thompson Avenue 39° 6′ 38″ N, 94° 32′ 40″ W | Kansas City   | |
| 240   | Seven Oaks School                                                                | Seven Oaks School                                                         | 2012 ID-Nr. 12000847         | 3711 Jackson Avenue 39° 3′ 28″ N, 94° 31′ 59,2″ W | Kansas City   | Teil der MPS Kansas City School District Pre-1970 |
| 241   | Sewall Paint and Glass Company Building                                          | Sewall Paint and Glass Company Building                                   | 2002 ID-Nr. 02000469         | 1009-1013 West 8th Street 39° 6′ 26″ N, 94° 35′ 51″ W | Kansas City   | Teil der MPS Railroad Related Historic Commercial and Industrial Resources in Kansas City |
| 242   | William Francis Shelley House                                                    | William Francis Shelley House                                             | 1978 ID-Nr. 78001662         | 3601 Baltimore Avenue 39° 3′ 42″ N, 94° 35′ 11″ W | Kansas City   | |
| 243   | Sherwood Manufacturing Company Building                                          |                                                                           | 2010 ID-Nr. 10000204         | 123 Southeast 3rd Street 38° 54′ 46″ N, 94° 22′ 29″ W | Lee's Summit  | Teil der Lee's Summit MPS |
| 244   | Simpson-Yeomans-Country Side Historic District                                   |                                                                           | 1984 ID-Nr. 84002576         | Abgegrenzt durch 51st Terrace, Wornall Road, Wyandotte Street und 54th Street 39° 1′ 52″ N, 94° 35′ 27″ W | Kansas City   | Erste Erweiterung 2000, zweite Erweiterung 2011 |
| 245   | Smith and Sons Manufacturing Company Building                                    |                                                                           | 2007 ID-Nr. 07001290         | 1400-26 Guinotte Avenue 39° 6′ 56″ N, 94° 33′ 58″ W | Kansas City   | Teil der MPS Railroad Related Historic Commercial and Industrial Resources in Kansas City |
| 246   | Sophian Plaza                                                                    | Sophian Plaza                                                             | 1983 ID-Nr. 83001019         | 4618 Warwick Boulevard 39° 2′ 33″ N, 94° 35′ 1″ W | Kansas City   | |
| 247   | South Hyde Park Historic District                                                |                                                                           | 2007 ID-Nr. 07001186         | Abgegrenzt durch East 39th Street, Gillham Parkway, Brush Creek Boulevard und Troost Avenue 39° 3′ 6,7″ N, 94° 34′ 31,2″ W | Kansas City   | |
| 248   | South Side Historic District                                                     |                                                                           | 1983 ID-Nr. 83001020         | Abgegrenzt durch 38th Street 40th Street, Walnut Street und Baltimore Street 39° 3′ 23″ N, 94° 35′ 11″ W | Kansas City   | |
| 249   | Southeast Grand Avenue and Fifth Street Residential Historic District            |                                                                           | 2011 ID-Nr. 11000216         | Ostseite der Southeast Grand Avenue zwischen Southeast 4th Street und Southeast 5th Street sowie die Nordseite der Southeast 5th Street zwischen Southeast Grand Avenue und Southeast Howard Street 38° 54′ 38″ N, 94° 22′ 20″ W                   | Lee's Summit  | Teil der Lee's Summit MPS |
| 250   | Southeast Green Street Historic Cottage District                                 |                                                                           | 2010 ID-Nr. 10000837         | 311-330, 400 und 401 Southeast Green Street 38° 54′ 44″ N, 94° 22′ 26″ W | Lee's Summit  | Teil der Lee's Summit MPS |
| 251   | Southeast Third Street and Southeast Corder Avenue Ranch House Historic District |                                                                           | 2011 ID-Nr. 11000669         | Südseite der Southeast 3rd Street östlich der Independence Avenue, Southeast Corder Avenue nördlich der Southeast 4th Street sowie fünf Gebäude an der Südwestseite der Southeast Corder Avenue südlich der 4th Street 38° 54′ 43″ N, 94° 22′ 5″ W | Lee's Summit  | Teil der Lee's Summit MPS |
| 252   | Southeast Third Street Residential Historic District                             |                                                                           | 2010 ID-Nr. 10000838         | Block 400 der Southeast 3rd Street zwischen Southeast Grand Street und der Southeast Howard Street 38° 54′ 50″ N, 94° 22′ 17″ W | Lee's Summit  | Teil der Lee's Summit MPS |
| 253   | E. R. Squibb and Sons Building                                                   | E. R. Squibb and Sons Building                                            | 2010 ID-Nr. 10000985         | 2500 West Pennyway Street 39° 4′ 55″ N, 94° 35′ 32″ W | Kansas City   | |
| 254   | Squier Park Historic District                                                    |                                                                           | 2012 ID-Nr. 12000232         | Abgegrenzt durch Armour Boulevard, Troost Avenue, 39th Street und The Paseo 39° 3′ 34,5″ N, 94° 34′ 10,5″ W | Kansas City   | Teil der MPS Historic Residential Suburbs in the United States, 1830-1960 |
| 255   | Standard Theatre                                                                 | Standard Theatre                                                          | 1974 ID-Nr. 74001074         | 300 West 12th Street 39° 6′ 7″ N, 94° 35′ 13″ W | Kansas City   | |
| 256   | R.O. Stenzel & Company, Warehouse                                                | R.O. Stenzel & Company, Warehouse                                         | 2007 ID-Nr. 07000702         | 1811 Walnut 39° 5′ 35″ N, 94° 34′ 56″ W | Kansas City   | Teil der MPS Railroad Related Historic Commercial and Industrial Resources in Kansas City |
| 257   | Stine and McClure Undertaking Company Building                                   | Stine and McClure Undertaking Company Building                            | 1990 ID-Nr. 90001105         | 924-926 Oak Street 39° 6′ 10″ N, 94° 34′ 42″ W | Kansas City   | |
| 258   | Studna Garage Building                                                           | Studna Garage Building                                                    | 2006 ID-Nr. 06000539         | 415 Oak Street 39° 6′ 41″ N, 94° 34′ 46″ W | Kansas City   | Teil der MPS Railroad Related Historic Commercial and Industrial Resources in Kansas City |
| 259   | Switzer School Buildings                                                         | Switzer School Buildings                                                  | 2009 ID-Nr. 09001098         | Abgegrenzt durch Madison Avenue, Summit Street, 18th Street und 20th Street 39° 5′ 25,1″ N, 94° 35′ 38,6″ W | Kansas City   | |
| 260   | Temple Block Building                                                            |                                                                           | 1985 ID-Nr. 85001344         | 531 Walnut Street 39° 6′ 33″ N, 94° 34′ 55″ W | Kansas City   | |
| 261   | Temple Site                                                                      | Temple Site                                                               | 1970 ID-Nr. 70000334         | Lexington Avenue Ecke River Boulevard 39° 5′ 29″ N, 94° 25′ 31″ W | Independence  | |
| 262   | The Tocoma                                                                       | The Tocoma                                                                | 1979 ID-Nr. 79003782         | 3835 Main Street 39° 3′ 25″ N, 94° 35′ 8″ W | Kansas City   | |
| 263   | Alfred Toll House                                                                | Alfred Toll House                                                         | 1983 ID-Nr. 83001022         | 3502 Warwick Boulevard 39° 3′ 17″ N, 94° 35′ 0″ W | Kansas City   | Teil der MPS Armour Boulevard |
| 264   | Town of Kansas Site                                                              |                                                                           | 2011 ID-Nr. 11000399         | Adresse nicht veröffentlicht | Kansas City   | Teil der MPS Railroad Related Historic Commercial and Industrial Resources in Kansas City |
| 265   | Townley Metal & Hardware Company Building                                        | Townley Metal & Hardware Company Building                                 | 1994 ID-Nr. 94000286         | 200-210 Walnut Street 39° 6′ 39″ N, 94° 34′ 56″ W | Kansas City   | |
| 266   | Triangle Battery and Service Company Building                                    |                                                                           | 2003 ID-Nr. 03001058         | 3001-03 Gillham Road 39° 4′ 28″ N, 94° 34′ 43″ W | Kansas City   | |
| 267   | Trinity Episcopal Church                                                         |                                                                           | 1979 ID-Nr. 79001366         | 409 North Liberty Street 39° 5′ 41″ N, 94° 24′ 59″ W | Independence  | |
| 268   | Norman Tromanhauser House                                                        | Norman Tromanhauser House                                                 | 2001 ID-Nr. 01000014         | 3603 West Roanoke Drive 39° 3′ 49″ N, 94° 35′ 54″ W | Kansas City   | |
| 269   | Harry S. Truman Historic District                                                |                                                                           | 1971 ID-Nr. 71001066         | North Delaware Street 39° 5′ 47″ N, 94° 25′ 22″ W | Independence  | |
| 270   | Harry S Truman National Historic Site                                            | Harry S Truman National Historic Site                                     | 1985 ID-Nr. 85001248         | 219 North Delaware Street 39° 5′ 36″ N, 94° 25′ 23″ W | Independence  | 2005 um die Grundstücke 601 und 605 West Truman Road sowie 216 North Delaware Street erweitert (Ref.-Nr. 05000083)                                                                                  |
| 271   | TWA Corporate Headquarters' Building                                             | TWA Corporate Headquarters' Building                                      | 2002 ID-Nr. 02001403         | 1735-1741 Baltimore Avenue und 1740 Main Street 39° 5′ 42″ N, 94° 35′ 3″ W | Kansas City   | |
| 272   | Twenty-Ninth Street Colonnaded Apartments Historic District                      |                                                                           | 2007 ID-Nr. 07000018         | 900-906 East 29th Street, 2843 North Campbell Street, 910-912 East 29th Street und 914 East 29th Street 39° 4′ 35″ N, 94° 34′ 26″ W | Kansas City   | Teil der MPS Colonnade Apartment Buildings of Kansas City |
| 273   | Twenty-Twenty Grand Building                                                     | Twenty-Twenty Grand Building                                              | 2012 ID-Nr. 12000205         | 2008-2020 Grand Boulevard 39° 5′ 18,4″ N, 94° 34′ 54,8″ W | Kansas City   | Teil der MPS Railroad Related Historic Commercial and Industrial Resources in Kansas City |
| 274   | Union Station                                                                    | Union Station                                                             | 1972 ID-Nr. 72000719         | Pershing Road Ecke Main Street 39° 5′ 5″ N, 94° 35′ 8″ W | Kansas City   | Erweiter 2004 (Ref.-Nr. 04000393) |
| 275   | U.S. Courthouse and Post Office--Kansas City, MO                                 | U.S. Courthouse and Post Office--Kansas City, MO                          | 2007 ID-Nr. 07001231         | 811 Grand Boulevard 39° 6′ 24″ N, 94° 34′ 47″ W | Kansas City   | |
| 276   | United States Post Office-Kansas City                                            | United States Post Office-Kansas City                                     | 2004 ID-Nr. 04000213         | 315 West Pershing Road 39° 5′ 6″ N, 94° 35′ 12″ W | Kansas City   | |
| 277   | Unity School of Christianity Historic District                                   | Unity School of Christianity Historic District                            | 1989 ID-Nr. 89000246         | Kreuzung von US 50 und Colborn Road 38° 56′ 49″ N, 94° 24′ 21″ W | Unity Village | |
| 278   | Uptown Building and Theatre                                                      | Uptown Building and Theatre                                               | 1979 ID-Nr. 79001374         | 3700-3712 Broadway 39° 3′ 40″ N, 94° 35′ 27″ W | Kansas City   | |
| 279   | Joe Vaccaro Soda Water Manufacturing Company Building                            | Joe Vaccaro Soda Water Manufacturing Company Building                     | 2003 ID-Nr. 03001055         | 918-922 East 5th Street 39° 6′ 45″ N, 94° 34′ 21″ W | Kansas City   | |
| 280   | Vaile Mansion                                                                    | Vaile Mansion                                                             | 1. Okt. 1969 ID-Nr. 69000108 | 1500 North Liberty Street 39° 6′ 29″ N, 94° 25′ 2″ W | Independence  | |
| 281   | Valentine on Broadway Hotel                                                      | Valentine on Broadway Hotel                                               | 2008 ID-Nr. 08000745         | 3724 Broadway Boulevard 39° 3′ 37,2″ N, 94° 35′ 26,1″ W | Kansas City   | |
| 282   | Ira C. and Charles S. Van Noy Houses                                             | Ira C. and Charles S. Van Noy Houses                                      | 1987 ID-Nr. 87000505         | 6700 und 6800 Elmwood 39° 0′ 17″ N, 94° 32′ 5″ W | Kansas City   | |
| 283   | Villa Serena Apartment Hotel                                                     | Villa Serena Apartment Hotel                                              | 2009 ID-Nr. 09000207         | 325 Ward Parkway 39° 2′ 22,8″ N, 94° 35′ 28,8″ W | Kansas City   | |
| 284   | Virginia Apartments                                                              | Virginia Apartments                                                       | 2002 ID-Nr. 02001201         | 1100 Paseo Boulevard 39° 6′ 8″ N, 94° 33′ 52″ W | Kansas City   | Teil der MPS Apartment Buildings on the North End of the Paseo Boulevard in Kansas City |
| 285   | Vitagraph Film Exchange Building                                                 | Vitagraph Film Exchange Building                                          | 2008 ID-Nr. 08000091         | 1703 Wyandotte Street 39° 5′ 43″ N, 94° 35′ 7″ W | Kansas City   | |
| 286   | Waldo Water Tower                                                                | Waldo Water Tower                                                         | 1977 ID-Nr. 77000810         | 75th Street Ecke Holmes Road 38° 59′ 25″ N, 94° 34′ 55″ W | Kansas City   | |
| 287   | Walnut Street Warehouse and Commercial Historic District                         |                                                                           | 1999 ID-Nr. 99001158         | Abgegrenzt durch Main Street, 15th Street, Grand Street und 17th Street 39° 5′ 46″ N, 94° 34′ 52″ W | Kansas City   | Erste Erweiterung am 13. Juni 2008 (Ref.-Nr. 07001320), zweite Erweiterung am 17. Dezember 2008 (Ref.-Nr. 08001193)                                                                                 |
| 288   | Waltower Building                                                                | Waltower Building                                                         | 2001 ID-Nr. 01000837         | 823 Walnut Street 39° 6′ 20″ N, 94° 34′ 53″ W | Kansas City   | |
| 289   | Seth E. Ward Homestead                                                           | Seth E. Ward Homestead                                                    | 1978 ID-Nr. 78001664         | 1032 West 55th Street 39° 1′ 42″ N, 94° 36′ 6″ W | Kansas City   | |
| 290   | Maj. William Warner House                                                        | Maj. William Warner House                                                 | 1977 ID-Nr. 77000811         | 1021 Pennsylvania Avenue 39° 6′ 6″ N, 94° 35′ 27″ W | Kansas City   | |
| 291   | West Eleventh Street Historic District                                           |                                                                           | 1982 ID-Nr. 82003148         | Central Street und West 11th Street 39° 6′ 4″ N, 94° 35′ 12″ W | Kansas City   | |
| 292   | West Ninth Street-Baltimore Avenue Historic District                             |                                                                           | 1976 ID-Nr. 76001113         | Abgegrenzt durch Main Street, 8th Street, 10th Street und Central Street 39° 6′ 12″ N, 94° 35′ 5″ W | Kansas City   | Erste Erweiterung 2002 um den westlichen Block 100 der 10th Street und Block 1000 der Baltimore Avenue (Ref.-Nr. 01001413), zweite Erweiterung 2010 um 807-815 Wyandotte Street (Ref.-Nr. 10000824) |
| 293   | Western Newspaper Union Building                                                 | Western Newspaper Union Building                                          | 2007 ID-Nr. 07000170         | 304 West 10th Street 39° 6′ 16″ N, 94° 35′ 14″ W | Kansas City   | |
| 294   | Westminister Congregational Church                                               | Westminister Congregational Church                                        | 1980 ID-Nr. 80002369         | 3600 Walnut Street 39° 3′ 42″ N, 94° 35′ 6″ W | Kansas City   | |
| 295   | Wholesale District                                                               |                                                                           | 1979 ID-Nr. 79001375         | Abgegrenzt durch 6th Street, Wyandotte Street, 8th Street, May Street, 11th Street und Washington Street 39° 6′ 14″ N, 94° 35′ 15″ W | Kansas City   | |
| 296   | WILLIAM S. MITCHELL (dredge)                                                     |                                                                           | 1985 ID-Nr. 85003102         | Army Corps of Engineer Harbor 39° 6′ 51″ N, 94° 34′ 56″ W | Kansas City   | 1993 durch Hochwasser zerstört |
| 297   | Windsor Hall Apartments                                                          | Windsor Hall Apartments                                                   | 2011 ID-Nr. 10001129         | 3420 Locust Street 39° 3′ 52″ N, 94° 34′ 47″ W | Kansas City   | Teil der MPS Working Class Hotels at 19th and Main Streets, Kansas City |
| 298   | Woodson-Sawyer House                                                             |                                                                           | 1986 ID-Nr. 86000457         | 1604 West Lexington Street 39° 5′ 14″ N, 94° 26′ 4″ W | Independence  | |
| 299   | F. W. Woolworth Building                                                         |                                                                           | 2005 ID-Nr. 05000372         | 3120-3122 Troost Avenue 39° 4′ 18″ N, 94° 34′ 18″ W | Kansas City   | |
| 300   | Wornall House                                                                    | Wornall House                                                             | 1969 ID-Nr. 69000109         | 146 West 61st Street 39° 1′ 0″ N, 94° 35′ 32″ W | Kansas City   | |
| 301   | Solomon Young Farm-Harry S. Truman Farm                                          | Solomon Young Farm-Harry S. Truman Farm                                   | 1978 ID-Nr. 78001650         | 12121 und 12301 Blue Ridge Extension 38° 54′ 8″ N, 94° 31′ 51″ W | Grandview     | |